# Cijiu
Cijiu (kinesiska: 次久, 次久乡) är en socken i Kina. Den ligger i den autonoma regionen Tibet, i den sydvästra delen av landet, omkring 150 kilometer öster om regionhuvudstaden Lhasa.
Genomsnittlig årsnederbörd är 972 millimeter. Den regnigaste månaden är juli, med i genomsnitt 262 mm nederbörd, och den torraste är december, med 2 mm nederbörd.